# 대한민국 제6대 국회의원 선거 제주도
이 문서는 대한민국 제6대 국회의원 선거의 제주도 지역 개표 결과이다.

## 선거구
| 선거구          | 선거구역                  |
| --------------- | ------------------------- |
| 제주시·북제주군 | 제주시 일원 북제주군 일원 |
| 남제주군        | 남제주군 일원             |

## 개표 결과

### 제주시·북제주군
|  | 45.61% |

|  | 22.57% |

|  | 16.52% |

|  | 4.42% |

|  | 3.95% |

|  | 3.85% |

|  | 3.03% |

### 남제주군
|  | 49.24% |

|  | 22.78% |

|  | 15.07% |

|  | 10.29% |

|  | 2.59% |

## 당선자
|  | 45.61% |

|  | 49.24% |

## 같이 보기
- 대한민국 제6대 국회
- 대한민국 제6대 국회의원 선거
- 대한민국 제6대 국회의원 목록